# Абрамов, Сергей Алексеевич
Серге́й Алексе́евич Абра́мов (9 сентября 1990) — российский игрок в мини-футбол, нападающий. Капитан клуба «Синара» и сборной России по мини-футболу.

## Биография

### Первые сезоны
Воспитанник екатеринбургского клуба «ВИЗ-Синара». К основному составу команды начал привлекаться в 2007 году, однако полноценный дебют Сергея состоялся в сезоне 2008/09. Первый мяч в чемпионате забил 20 сентября 2008 года в ворота московского «Спартака», который остался единственным в матче и принёс екатеринбуржцам победу. Всего за сезон Абрамов забил 6 мячей и помог «ВИЗ-Синаре» завоевать первый в истории чемпионский титул. Столько же забил и в следующем сезоне, также окончившемся чемпионством екатеринбургской команды.
17 августа 2015 года перешёл в Дину.
Сейчас игрок МФК Синара.

### Дебют в сборной
Вскоре после завоевания второго чемпионского титула Абрамов вошёл в экспериментальный состав сборной России, собранный для участия в товарищеских матчах против сборной Японии. В дебютном для себя матче за сборную, прошедшем 11 мая 2010 года, Сергей отличился двумя забитыми голами и отдал две голевые передачи.
Постепенно Абрамов закрепился в сборной. В октябре 2011 года он забил важный гол в ворота сборной Бразилии в финале Гран-при, который позволил перевести игру в дополнительное время. В январе 2012 года Абрамов вошёл в состав сборной на чемпионат Европы 2012 года.

## Достижения
Командные
- Чемпион России по мини-футболу (3): 2008/09, 2009/10, 2020/21
- Серебряный призёр чемпионата России (2): 2010/11, 2016/17
- Бронзовый призёр чемпионата России (2): 2019/20, 2022/23
- Обладатель Кубка России (3): 2016/17, 2021/22, 2022/23
- Обладатель Суперкубка России: 2023
- Серебряный призёр Чемпионата Европы по мини-футболу (3): 2012, 2014, 2016, 2022

Личные
- Лучший бомбардир чемпионата России: 2020/21
- Лучший игрок чемпионата России: 2020/21, 2022/23

## Статистика
По состоянию на завершение Евро-2012

### Голы за сборную
| №  | Дата            | Оппонент  | Счёт после гола | Счёт  | Соревнование      |
| 1  | 12 мая 2010     | Япония    | 1 : 0           | 7 : 4 | Товарищеский матч |
| 2  | 12 мая 2010     | Япония    | 4 : 0           | 7 : 4 | Товарищеский матч |
| 3  | 15 мая 2010     | Япония    | 2 : 0           | 5 : 1 | Товарищеский матч |
| 4  | 15 мая 2010     | Япония    | 4 : 1           | 5 : 1 | Товарищеский матч |
| 5  | 17 октября 2010 | Иран      | 1 : 0           | 2 : 2 | Гран-при          |
| 6  | 22 октября 2010 | Гватемала | 2 : 2           | 7 : 4 | Гран-при          |
| 7  | 22 октября 2010 | Гватемала | 4 : 4           | 7 : 4 | Гран-при          |
| 8  | 23 октября 2011 | Бразилия  | 1 : 0           | 1 : 2 | Гран-при          |
| 9  | 15 ноября 2011  | Иран      | 2 : 0           | 3 : 2 | Товарищеский матч |
| 10 | 18 декабря 2011 | Венгрия   | 1 : 0           | 4 : 2 | Отбор ЧМ-2012     |
| 11 | 13 января 2012  | Хорватия  | 1 : 0           | 1 : 1 | Товарищеский матч |
| 12 | 9 февраля 2012  | Хорватия  | 3 : 0           | 4 : 2 | ЧЕ-2012           |